# Кировка (Костанайская область)
Кировка (каз. Киров) — село в Костанайском районе Костанайской области Казахстана. Входит в состав Ждановского сельского округа. Находится примерно в 24 км к юго-западу от центра города Костаная. Код КАТО — 395445600.

## Население
По данным 1999 года, в селе не было постоянного населения. По данным переписи 2009 года, в селе проживало 296 человек (164 мужчины и 132 женщины).